# Vicente Ferreira da Silva

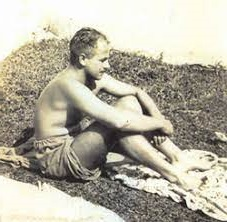
Vicente Ferreira da Silva

Vicente Ferreira da Silva (São Paulo, 10 januari 1916 – São Paulo, 19 juli 1963) was een Braziliaans filosoof en schrijver. Hij was een van de eerste Brazilianen die een academisch werk schreef over de logica. Ferreira da Silva was assistent van de Amerikaanse filosoof Willard Van Orman Quine tijdens diens verblijf in Brazilië.
Ferreira da Silva probeerde een systematische basisfilosofie te ontwikkelen, gebaseerd op het werk van Heidegger en Schelling. Hij had contact met schrijvers en filosofen als João Guimarães Rosa, Agostinho da Silva, Saint-John Perse en Vilém Flusser, en oefende ook invloed op hen uit.
In 1963 kwam Ferreira da Silva om tijdens een auto-ongeluk.

## Werken
- Lógica Moderna (1939)
- Elementos de Lógica Matemática (1940)
- Ensaios Filosóficos (1948)
- Exegese da Ação (1949 e 1954)
- Ideias para um Novo Conceito de Homem (1951)
- Teologia e Anti-Humanismo (1953)
- Instrumentos, Coisas e Cultura (1958)
- Dialética das Consciências (1950)
- Dialética das Consciências - Obras completas (2009)
- Lógica Simbólica - Obras completas (2009)
- Transcendência do Mundo - Obras completas (2010)